# Paineira-amarela
A paineira-amarela (Spirotheca rivieri (Decne.) Ulbr.; Bombacaceae) é uma árvore brasileira.
Variedades: Spirotheca rivieri var. passifloroides (Cuatrec.) P.E. Gibbs & W.S. Alverson, que ocorre na Bahia, Rio de Janeiro, São Paulo, Paraná e Santa Catarina.
Sinonímia botânica: Ceiba rivieri (Decne.) K. Schum., Eriodendron rivieri Decne.; Spirotheca rivieri (Decne.) Ulbr.; Xylon rivieri Kuntze